# Sankt Georgen im Attergau
Sankt Georgen im Attergau est une commune autrichienne du district de Vöcklabruck en Haute-Autriche.